# Усть-Игум (село)
Усть-Игу́м — село в Пермском крае России. Входит в Александровский муниципальный округ.

## История
Поселение возникло при пильной мельнице (лесопилке), которая была построена в 1753 году (на ней строили деревянные суда — коломенки для перевозки руды). Первоначально известно как Усть-Игумский завод. Селом стало в 1893 году, когда здесь была сооружена Свято-Николаевская деревянная церковь.
С 1890 по 1963 годы в селе работал кирпичный завод. В 1930 году образовался колхоз «Уральский рабочий», который 1 мая 1935 года был разукрупнен (существовал до 1956 года). В 1940—1950-х годах в селе находилась контора Усть-Игумского леспромхоза, который в 1952 году влился в состав Ивакинского ЛПХ.
С 2004 до 2019 гг. входило в  Всеволодо-Вильвенское городское поселение Александровского муниципального района.

## География
Село расположено в устье реки Игум (левый приток реки Яйва), примерно в 20 км к юго-западу от центра поселения — Всеволодо-Вильвы.

## Население
| 2010 |
| ---- |
| 452  |

## Инфраструктура
В селе имеется фельдшерско-акушерский пункт, школа, детсад(закрыли в 2019 году), дом культуры.

## Топографические карты
- Лист карты O-40-31. Масштаб: 1 : 100 000. Состояние местности на 1982 год. Издание 1987 г.